# Magomed Mitrišev
Magomed Abujazidovič Mitrišev (in russo Магомед Абуязидович Митришев?; Groznyj, 10 settembre 1992) è un ex calciatore russo, di ruolo attaccante.

## Carriera

### Club
Ha sempre giocato per club russi.

### Nazionale
Ha debuttato con la maglia della nazionale Under-21 russa durante le qualificazioni al campionato europeo di categoria nel 2013.